# Cấy tế bào gốc để chữa sụn khớp gối
Tế bào gốc trung mô (Mesenchymal Stem Cells - MSC) là các tế bào đa nhân được tìm thấy trong nhiều mô trưởng thành của con người bao gồm tủy xương, mô hoạt dịch và mô mỡ. Vì chúng có nguồn gốc từ trung bì, chúng đã được chứng minh là có thể phân biệt thành xương, sụn, cơ và mô mỡ. MSC từ các nguồn phôi có nhiều khả năng phát triển khoa học trong khi tạo ra tranh cãi đáng kể. Do đó, nhiều nhà nghiên cứu đã tập trung vào các tế bào gốc trưởng thành, hoặc tế bào gốc được phân lập từ người trưởng thành có thể được cấy ghép vào mô bị tổn thương.
Nhờ khả năng đa năng của chúng, các dòng tế bào gốc trung mô (MSC) đã được sử dụng thành công trong mô hình động vật để tái tạo sụn khớp và trong mô hình của con người để tái tạo xương. Nghiên cứu gần đây chứng minh rằng sụn khớp có thể được sửa chữa thông qua việc giới thiệu các tế bào gốc trung mô (MSC) qua da.

## Nghiên cứu hiện tại
Nghiên cứu về MSC đã bùng nổ trong những năm gần đây. Một ví dụ cụ thể, một tìm kiếm PubMed năm 1999 cho thấy khoảng 90 bài báo được xuất bản dưới tiêu đề MESH "Tế Bào Gốc Trung Mô", một tìm kiếm tương tự được thực hiện trong năm 2007 cho thấy hơn 4.000 mục. Nguồn MSC được sử dụng phổ biến nhất là hút tủy xương. Hầu hết tủy xương trưởng thành bao gồm các tế bào máu trong các giai đoạn biệt hóa khác nhau. Các thành phần tủy này có thể được chia thành huyết tương, hồng cầu, tiểu cầu và tế bào có nhân. Phần tế bào gốc trưởng thành có mặt trong các tế bào có nhân của tủy. Hầu hết các tế bào này là các tiền thân heme CD34 + (được phân biệt thành các thành phần máu), trong khi rất ít tế bào thực sự có khả năng biệt hóa thành xương, sụn hoặc cơ. Kết quả là, điều đó khiến cho số lượng rất nhỏ của MSC trong tủy là các tế bào có khả năng phân biệt thành các mô quan tâm để bảo tồn khớp. Đáng chú ý, đây có thể là một trong những lý do khiến các hệ thống máy ly tâm có bán trên thị trường tập trung các tế bào có nhân tủy không cho thấy nhiều hứa hẹn trong nghiên cứu động vật để sửa chữa sụn khi các phương pháp tiếp cận được mở rộng trong nuôi cấy của MSC.

## Ứng dụng tế bào gốc trung mô
Các tế bào có nhân tủy được sử dụng mỗi ngày trong chỉnh hình tái tạo. Kỹ thuật phẫu thuật vi mô đầu gối dựa vào việc giải phóng các tế bào này thành tổn thương sụn để bắt đầu sửa chữa xơ hóa trong các khiếm khuyết xương khớp. Ngoài ra, quần thể tế bào này cũng đã được chứng minh có khả năng hỗ trợ việc sửa chữa các ca gãy xương không liên kết. Đối với ứng dụng này, ly tâm phía giường thường được sử dụng. Một lần nữa, các kỹ thuật này tạo ra một quần thể MSC rất loãng, thường là sản lượng 1 trên 10.000.0001.000.000 của các tế bào có nhân. Mặc dù số lượng thấp của MSC, các tế bào hạt nhân tủy xương bị cô lập cấy vào các khớp ngoại biên của con người bị thoái hóa đã cho thấy một số lời hứa để sửa chữa khớp. Vì số lượng MSC có thể được phân lập từ tủy xương khá hạn chế, hầu hết các nghiên cứu về tái tạo sụn đã tập trung vào việc sử dụng các tế bào mở rộng nuôi cấy. Phương pháp này có thể mở rộng số lượng tế bào gấp 100-10.000 lần trong vài tuần. Một khi các MSC này đã sẵn sàng để tái tạo, chúng thường được chuyển với các yếu tố tăng trưởng để cho phép tiếp tục phát triển tế bào và cấy ghép vào mô bị tổn thương. Tại một số điểm, một tín hiệu được đưa ra (trong nuôi cấy hoặc sau khi cấy vào mô bị tổn thương) để các tế bào phân biệt thành mô cuối (trong cuộc thảo luận này, sụn).

## Phát triển gần đây
Cho đến gần đây, việc sử dụng tế bào gốc trung mô nuôi cấy để tái tạo sụn chủ yếu được nghiên cứu với các mô hình động vật. Tuy nhiên, hiện nay có hai báo cáo trường hợp được công bố về kỹ thuật trên đang được sử dụng để tái tạo thành công sụn khớp và sụn khớp ở đầu gối của con người. Kỹ thuật này vẫn chưa được chứng minh hiệu quả trong nghiên cứu liên quan đến một nhóm bệnh nhân lớn hơn, tuy nhiên một nhóm các nhà nghiên cứu trên đã công bố một nghiên cứu an toàn lớn (n = 227) cho thấy ít biến chứng hơn so với thông thường trong các thủ tục phẫu thuật.
Một nhóm khác đã sử dụng một kỹ thuật tương tự để chiết tách tế bào và mở rộng ex vivo nhưng các tế bào được nhúng vào gel collagen trước khi được phẫu thuật cấy ghép lại. Họ đã báo cáo một nghiên cứu trường hợp trong đó một khiếm khuyết độ dày đầy đủ trong sụn khớp của đầu gối người đã được sửa chữa thành công.
Trong khi việc sử dụng các tế bào gốc trung mô nuôi cấy đã cho thấy kết quả đầy hứa hẹn, một nghiên cứu gần đây sử dụng các sản phẩm của MSC không được nuôi cấy đã cho kết quả đầy đủ, sự tái phát của sụn hyaline được xác nhận về mặt mô học. Các nhà nghiên cứu đã đánh giá chất lượng của sụn đầu gối sửa chữa sau phẫu thuật vi phẫu thuật nội soi (cũng được gọi là vi lọc) sau khi tiêm tế bào tiền thân máu ngoại vi tự trị (PBPC) sau phẫu thuật kết hợp với axit hyaluronic (HA).